# Elliott School of International Affairs
La Elliott School of International Affairs (nota come Elliott School o ESIA) è una scuola della George Washington University situata nel distretto storico di Foggy Bottom della capitale degli Stati Uniti, Washington. Nasce nel 1988 come continuazione di varie G.W.U. dedicata allo studio delle relazioni internazionali dal 1898. È considerata una delle più prestigiose scuole di affari internazionali del mondo.
Come scuola per professionisti negli affari internazionali, la Elliott School offre diplomi di laurea con specializzazioni che coprono una vasta gamma di questioni globali e regioni del mondo. È membro a pieno titolo dell'Association of Professional Schools of International Affairs (A.P.S.I.A.), un raggruppamento delle principali istituzioni accademiche mondiali nel campo delle relazioni internazionali.
L'eccellenza di ESIA è stata riconosciuta a livello internazionale. Tra gli altri esempi, la testata Foreign Policy la inserisce da diversi anni nella prestigiosa classifica "Inside the Ivory Tower", classifica che include i migliori programmi di affari internazionali del mondo. Nella sua versione del 2012, ESIA è stata considerata alla 9ª posizione per miglior corso di laurea in affari internazionali nel mondo, e alla 7ª posizione per miglior programma al mondo per Master in affari internazionali.  Inoltre, ESIA è considerata una scuola più pratica - e orientata alla politica estera - che teorica.
La scuola si trova di fronte alla sede del Dipartimento di Stato degli Stati Uniti, l'Harry S. Truman Building. Inoltre, si trova a pochi isolati dal Fondo Monetario Internazionale, dalla Banca Mondiale, dall'Organizzazione degli Stati Americani e dalla Casa Bianca. Più di 2.100 studenti universitari e 750 studenti post-universitari frequentano la Elliott School, rendendola la più grande scuola per gli affari internazionali negli Stati Uniti.
Data la sua posizione privilegiata accanto e vicino a queste organizzazioni internazionali e alle numerose delegazioni diplomatiche, l'ESIA è un importante forum di dibattito su diverse questioni internazionali di attualità.
Michael E. Brown, è stato preside della Elliott School dal giugno 2005. Brown, che ha fondato e diretto il Center for Peace and Security Studies presso l'Università di Georgetown, ha esperienza in sicurezza internazionale, conflitti e risoluzione dei conflitti, e nella politica estera e di difesa degli Stati Uniti.
Tra i suoi prestigiosi professori, vi sono James N. Rosenau, eminente teorico delle Relazioni Internazionali; Henry Nau, esperto di politica estera statunitense; Deborah Avant, esperta in relazioni civili-militari e nella privatizzazione dei conflitti armati.